# Gymnophyton
Gymnophyton är ett släkte i familjen flockblommiga växter. Det beskrevs av Dominique Clos 1848.

## Arter
Släktet omfattar sex arter, som alla förekommer i Sydamerika:
- Gymnophyton flexuosum Clos
- Gymnophyton foliosum Phil.
- Gymnophyton isatidicarpum (DC.) Mathias & Constance
- Gymnophyton polycephalum (Gillies & Hook.) Clos
- Gymnophyton robustum Clos
- Gymnophyton spinosissimum Phil.